# Ліберті (округ Грант, Вісконсин)
Ліберті (англ. Liberty) — місто (англ. town) в США, в окрузі Грант штату Вісконсин. Населення — 543 особи (2020).

## Демографія
Згідно з переписом 2010 року, у місті мешкали 553 особи в 198 домогосподарствах у складі 154 родин. Було 217 помешкань
Расовий склад населення:
| - 99,5 % — білих - 0,2 % — чорних або афроамериканців |

До двох чи більше рас належало 0,4 %. Частка іспаномовних становила 0,4 % від усіх жителів.
За віковим діапазоном населення розподілялося таким чином: 28,0 % — особи молодші 18 років, 58,4 % — особи у віці 18—64 років, 13,6 % — особи у віці 65 років та старші. Медіана віку мешканця становила 41,2 року. На 100 осіб жіночої статі у місті припадало 119,4 чоловіків;  на 100 жінок у віці від 18 років та старших — 109,5 чоловіків також старших 18 років.
Середній дохід на одне домашнє господарство  становив 63 329 доларів США (медіана — 41 964), а середній дохід на одну сім'ю — 76 568 доларів (медіана — 52 083). Медіана доходів становила 35 000 доларів для чоловіків та 31 429 доларів для жінок. За межею бідності перебувало 20,1 % осіб, у тому числі 38,9 % дітей у віці до 18 років та 13,3 % осіб у віці 65 років та старших.
Цивільне працевлаштоване населення становило 227 осіб. Основні галузі зайнятості: сільське господарство, лісництво, риболовля — 28,6 %, освіта, охорона здоров'я та соціальна допомога — 22,0 %, виробництво — 13,2 %, роздрібна торгівля — 10,6 %.